# あわら市本荘小学校
あわら市本荘小学校（ あわらし ほんじょうしょうがっこう）は、福井県あわら市下番にある公立小学校。

## 沿革
- 1873年（明治6年）5月1日 - 中番下番入会地に本荘小学校が開校。
- 1892年（明治25年）12月31日 - 火災のため全校舎を焼失。
- 1895年（明治28年）5月29日 - 高等科併設が認可される。
- 1896年（明治29年）7月14日 - 修業年限３年の裁縫科を併設。
- 1901年（明治34年）4月1日 - 轟木昌栄校を本荘小学校分校に改称。
- 1904年（明治37年）7月18日 - 新用小学校を本荘小学校新用分校と改称。
- 1915年（大正4年）6月1日 - 新用分校を東善寺に移築し東善寺分校と改称。
- 1935年（昭和10年）8月31日 - 東善寺分校を改築。
- 1947年（昭和22年）4月1日 - 中学校を併設し、本荘小中学校と改称。
- 1948年（昭和23年）
  - 6月28日 - 福井大地震のため全校舎半壊。
  - 12月31日 - 校舎を現在地に移し、東校舎を新築。
- 1949年（昭和24年）4月1日 - 芦荘中学校創立により本荘小学校と改称。
- 1960年（昭和35年）2月4日 - 講堂を新築。
- 1966年（昭和41年）3月31日 - 東善寺分校廃校。
- 1969年（昭和44年）7月 - プール竣工。
- 1972年（昭和47年）3月31日 - 轟木分校廃止。
- 1977年（昭和52年）6月20日 - 本荘小学校新築竣工。
- 1991年（平成3年）コンピュータ19台設置。
- 2004年（平成16年）3月1日 - 金津町との合併により「あわら市」発足。あわら市本荘小学校と改称。
- 2010年（平成22年）
  - 1月 - 校舎耐震補強工事。
  - 1月 - コンピュータ入れ替え。
  - 3月 - デジタルテレビ11台設置。
  - 7月 - 管理棟耐震補強工事。
- 2017年（平成29年）4月 - 新郷小学校を統合。[1]

## 通学区域
轟木・新田・東善寺・谷畠・上番・根上り・仏徳寺・翠明・光明・御鷹・中番・下番・玉木
河間・河水苑・宮前公文・北本堂・角屋・中浜

## 進学先中学校
- あわら市芦原中学校[2]

## 学区 / 校区内の主な施設
- えちぜん鉄道三国芦原線 本荘駅

## 交通
- えちぜん鉄道三国芦原線 本荘駅より 664m[4]